# Mariano Melgarejo
Manuel Mariano Melgarejo Valencia (Tarata, 13 aprile 1820 – Lima, 20 novembre 1871) è stato un politico boliviano.
Divenuto violentemente presidente della Bolivia nel 1864, fece uccidere Manuel Isidoro Belzu, pronunciando la celebre frase Belzu è morto. Chi vive ora?.
Rovesciato nel 1871, fu a sua volta assassinato.